# Anabernicula
Anabernicula — вимерлий вид гусеподібних птахів родини Качкові (Anatidae). Рід існував у Північній Америці у пліоцені та плейстоцені, 3,6-0,3 млн років тому. Цей рід належить до триби Tadornini (Howard 1964b). Ця триба складається із сучасних родів Chloephaga і Tadorna і більше не представлена на північноамериканському континенті. Члени триби утворюють плавний перехід між гусьми і качками.

## Види
- Anabernicula gracilenta, Каліфонія, Нью-Мехіко, Техас, Флорида.
- Anabernicula miniscula, описаний з асфальтових відкладень Каліфорнії, Нью-Мексико та Аризони.
- Anabernicula oregonensis, Нью-Мексико, Орегон.